# یواس‌اس کایلوا (آی‌ایکس-۷۱)
یواس‌اس کایلوا (آی‌ایکس-۷۱) (به انگلیسی: USS Kailua (IX-71)) یک کشتی بود که طول آن ۱۸۹ فوت ۹ اینچ (۵۷٫۸۴ متر) بود. این کشتی در سال ۱۹۲۳ ساخته شد.